# Limite transformante
Na teoria de placa tectônica, limite transformante, é um tipo de limite entre placas tectónicas, em que estas deslizam e roçam uma pela outra, ao longo de uma falha transformante, não havendo geralmente nem destruição nem criação de crosta. O movimento ao longo destas falhas classifica-se como sendo horizontal direito ou esquerdo. A maior parte dos limites transformantes ocorre nos fundos oceânicos onde provocam o movimento lateral de cristas ativas, dando a estas um aspecto ziguezagueante. No entanto, os limites transformantes mais conhecidos situam-se em terra. Um exemplo deste tipo de limite de placas e o complexo da falha de Santo André, localizado na costa oeste da América do Norte o qual faz parte de um complexo sistema de falhas desta região. Neste local, as placas do Pacifico e norte-americanas movem-se relativamente uma a outra, com a placa do Pacifico a mover-se na direção noroeste relativamente a América do Norte. Dentro de aproximadamente 50 milhões de anos, a parte da Califórnia situada a oeste da falha será uma ilha, próxima do Alasca.
Deve salientar-se que a verdadeira direção de movimento das placas que se encontram numa falha transformante como a de Santo André, muitas vezes não coincide com o seu movimento relativo na zona de falha. Por exemplo, segundo os dados obtidos a partir de medições efetuadas por GPS, a placa norte-americana move-se para sudoeste quase perpendicularmente a placa do Pacifico enquanto esta se move mais em direção a oeste relativamente ao movimento para noroeste ao longo da falha de Santo André. As forcas compressivas resultantes são dissipadas por soerguimentos na maior zona de falha. Os dobramentos presentes nesta zona, bem como a própria falha de Santo André no sul da Califórnia, são o provavelmente resultado de estiramento crusta na região da Grande Bacia, sobreposto ao movimento global da placa norte-americana. Alguns geólogos especulam sobre o possível desenvolvimento de uma fenda na Grande Bacia, uma vez que a crusta nesta zona esta a adelgaçar-se de forma mensurável.